# Jean Cugnot
Jean Cugnot (ur. 3 sierpnia 1899 w Paryżu, zm. 25 czerwca 1933 tamże) – francuski kolarz torowy, dwukrotny medalista olimpijski.

## Kariera
Największy sukces w karierze Jean Cugnot osiągnął w 1924 roku, kiedy wspólnie z Lucienem Chourym zdobył złoty medal w wyścigu tandemów podczas igrzysk olimpijskich w Paryżu. Na tych samych igrzyskach Cugnot zdobył ponadto brązowy medal w sprincie indywidualnym, ulegając tylko swemu rodakowi Lucienowi Michardowi oraz Jaapowi Meijerowi z Holandii. Ponadto w 1923 roku zwyciężył w Grand Prix Paryża, a rok później zajął drugie miejsce. Nigdy nie zdobył medalu na torowych mistrzostwach świata.